# غاري كروس
غاري كروس (بالإنجليزية: Garry Cross)‏ هو لاعب كرة قدم بريطاني في مركز الدفاع، ولد في 7 أكتوبر 1980 في تشيلمسفورد في المملكة المتحدة. لعب مع نادي تشيلمسفورد.